# Günter Eich

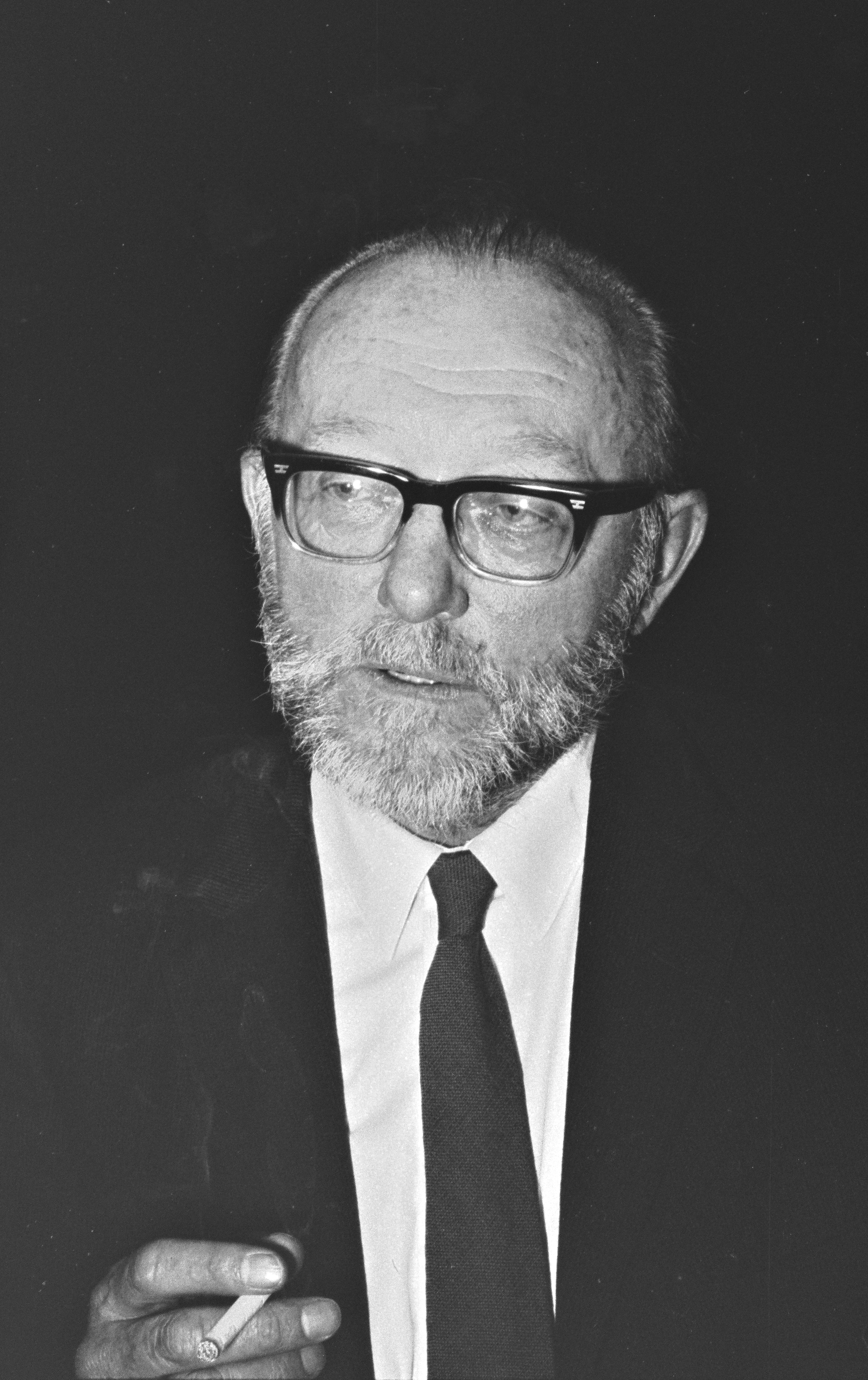
Günter Eich bei einer Lesung in Rendsburg, 1967

Günter Eich (* 1. Februar 1907 in Lebus; † 20. Dezember 1972 in Salzburg) war ein deutscher Hörspielautor und Lyriker. Zu seinen bekanntesten Werken gehören die Nachkriegsgedichte Inventur und Latrine, das Hörspiel Träume sowie die Prosasammlung Maulwürfe.

## Leben
Nach einem abgebrochenen Ökonomie- und Sinologiestudium in den Jahren 1925 bis 1932 in Leipzig, Berlin und Paris lebte Eich als freier Schriftsteller in Berlin sowie im Ostseebadeort Poberow. Unter dem Pseudonym Erich Günter erschienen 1927 acht Gedichte des zu diesem Zeitpunkt Zwanzigjährigen im ersten Band einer von Klaus Mann und Willi Fehse herausgegebenen Anthologie jüngster Lyrik, zu der Stefan Zweig das Geleitwort verfasste. 1930 erschien die erste Lyriksammlung unter eigenem Namen mit dem Titel Gedichte. Im Jahre 1931 gehörte Eich zum Autorenkreis der Literaturzeitschrift Die Kolonne. Weitere seiner Arbeiten wurden in der Zeitschrift Neue Rundschau veröffentlicht.
Die Jahre 1933 bis 1940 waren für Eich die produktivste Zeit als Autor für den Rundfunk. Mitte der 1930er Jahre veröffentlichte die Zeitschrift Das Innere Reich einzelne seiner Gedichte. Dort erschien auch im November 1935 seine Erzählung Katharina, die im folgenden Jahr als Buch herauskam und später als Feldpostausgabe 32 Auflagen erreichte.
Im Jahr 1940 heiratete er die Kabarettistin Else Burk, von der er 1949 wieder geschieden wurde und die sich – hoffnungslos morphiumabhängig – 1951 das Leben nahm. 1943 wurde er in Berlin ausgebombt, fast alle Manuskripte wurden dabei vernichtet. Erst Zufallsfunde aus seinem Nachlass ließen eine intensive und kontrovers geführte Diskussion über Eichs literarisches Wirken und sein Leben in der NS-Zeit zu. Eichs Eintrittsgesuch in die NSDAP zum 1. Mai 1933 ist zweifelsfrei überliefert, aber eine Bestätigung erfolgte nie (Mitgliedersperre). In den Kriegsjahren diente Eich als Unteroffizier im Stab von Jürgen Eggebrecht, der ihn bis 1944 vor einem Fronteinsatz bewahrte. Zeitweise arbeitete Eich für die literarische Zensurstelle beim Oberkommando der Wehrmacht. Während der NS-Zeit verfasste Eich 150 Rundfunkmanuskripte (teils in Kooperation), darunter 75 Folgen der Funkserie „Deutscher Kalender – Monatsbilder vom Königswusterhäuser Landboten“.
1945 geriet Eich in amerikanische Kriegsgefangenschaft. Dort begann er wieder mit dem Schreiben. Nach seiner Entlassung aus der Gefangenschaft ließ er sich in Geisenhausen bei Landshut nieder. Dort wohnte Eich bis 1954 in der Spenglerei Schmid, Kirchstraße 71 ¼.
In der Zeitschrift Der Ruf erschienen Eichs erste Nachkriegsarbeiten, so 1946 das durch die Kriegsgefangenschaft geprägte Gedicht Latrine. Wegweisend für die Kahlschlagsliteratur in den ersten Jahren der Nachkriegszeit wurde das bewusst einfach gehaltene Gedicht Inventur, das 1947 in Hans Werner Richters Anthologie deutscher Kriegsgefangenenlyrik Deine Söhne, Europa erstmals veröffentlicht wurde. Beide Gedichte waren Bestandteil von Eichs erster Nachkriegs-Lyriksammlung Abgelegene Gehöfte, die 1948 publiziert wurde. 1948 stieß Eich auch zum ersten Mal zu der von Hans Werner Richter geleiteten Gruppe 47. Dort galt er in den Anfangsjahren als der profilierteste Autor und „geheime Star“ der jungen Literatengruppe. 1950 erhielt Eich den ersten ausgeschriebenen Preis der Gruppe 47 für Gedichte, die später 1955 überwiegend in Botschaften des Regens veröffentlicht wurden. 1951 wurde ihm der Literaturpreis der Bayerischen Akademie der Schönen Künste verliehen. Nach vorübergehendem Zögern der Verantwortlichen wurde Eich im selben Jahr in den deutschen P.E.N.-Club aufgenommen. Seit 1960 war er Mitglied der Deutschen Akademie für Sprache und Dichtung.
Neben Gedichten schrieb Eich auch zahlreiche Hörspiele. Besonders bekannt wurde sein Hörspiel Träume, das 1951 zu heftigen Hörerprotesten führte. Sein Hörspiel Die Andere und ich wurde 1953 mit dem Hörspielpreis der Kriegsblinden ausgezeichnet. Im selben Jahr heiratete er die österreichische Schriftstellerin Ilse Aichinger, auch sie ein Mitglied der Gruppe 47. Das Ehepaar lebte mit seinen Kindern Clemens (1954 bis 1998) und Miriam (* 1957) zuerst in Breitbrunn am Chiemsee, dann in Lenggries und von 1963 an in Großgmain bei Salzburg.  
Zu den bekanntesten Werken Eichs zählt auch die 1968 veröffentlichte Kurzprosa-Sammlung Maulwürfe und ihre Fortsetzung Ein Tibeter in meinem Büro von 1970. 
1972 starb Eich in einem Sanatorium in Salzburg. Sein Wunsch war es, dass seine Asche über Bakunins Grab in Bern verstreut würde. Nachdem die Friedhofsverwaltung diesem Ansuchen nicht stattgab, wurde seine Asche in den Rebbergen von Alfermée oberhalb des Bielersees verstreut.
Eich schrieb verhältnismäßig wenig. Seine Lyrik zeichnet sich durch eine einfache, die Nachkriegsgesellschaft in ihrer ideellen Leere spiegelnde Sprache aus, die beim Leser dennoch komplexe Assoziationen und Bilder evoziert. Er gilt als Schöpfer des poetischen Hörspiels. 1968 wurde ihm der Schiller-Gedächtnispreis verliehen. Eichs Nachlass liegt im Deutschen Literaturarchiv Marbach.
Zu seinen Ehren wurden ein Lyrik- und ein Hörspielpreis gestiftet.

## Debatte um Eichs Wirken im NS-Regime
Eich wurde von Axel Vieregg vorgeworfen, er habe „bewußt für den nationalsozialistischen Staat optiert“. Eich selbst sagte später über diese Zeit: „Ich habe dem Nationalsozialismus keinen aktiven Widerstand entgegengesetzt. Jetzt so zu tun als ob, liegt mir nicht.“
Zum Teil wird Eich zur Inneren Emigration zugerechnet.
„Eichs Position in den Jahren des Nationalsozialismus ist weder zu heroisieren, noch zu verurteilen“, schrieb Heinz F. Schafroth 1976 in seiner Eich-Monographie.

## Auszeichnungen
- 1950: Preis der Gruppe 47
- 1951: Literaturpreis der Bayerischen Akademie der Schönen Künste
- 1953: Hörspielpreis der Kriegsblinden
- 1954: Förderpreis des Kulturkreises der deutschen Wirtschaft im Bundesverband der Deutschen Industrie[9]
- 1955: Karl-Sczuka-Preis
- 1959: Schleußner-Schueller-Preis des Hessischen Rundfunks
- 1959: Georg-Büchner-Preis
- 1965: Förderpreis für Literatur der Landeshauptstadt München
- 1968: Schiller-Gedächtnispreis
- 1972: Andreas-Gryphius-Preis der Künstlergilde Esslingen eV.[10]

## Werke

### Bücher
- Gedichte. 1930
- Rebellion in der Goldstadt. Hrsg. von Karl Karst (mit Materialien und Einordnung des 1940 urgesendeten Hörspiels). Buch mit Audio-Kassette. Suhrkamp, Frankfurt am Main 1997 ISBN 3-518-11766-1
- Züge im Nebel. 1947 (Gilt als Eichs populärstes Prosastück; wurde gegen den Willen des Autors häufig in Schulbüchern abgedruckt)
- Abgelegene Gehöfte. 1948 (Gedichte mit Illustrationen von Karl Rössing)
- Untergrundbahn. 1949 (Gedichte)
- Botschaften des Regens. 1955, ISBN 3-518-10048-3 (Gedichte)
- Stimmen. 1958 (7 Hörspiele)
- Zu den Akten. 1964 (Gedichte)
- Anlässe und Steingärten. 1966 (Gedichte)
- Kulka, Hilpert, Elefanten. 1968 (Prosa)
- Maulwürfe. 1968 (Prosa)
- Ein Tibeter in meinem Büro. 1970 (Prosa)
- Nach Seumes Papieren. 1972 (Gedichte)
- Aus dem Chinesischen. 1976 (Gedichte)
- Gesammelte Werke in vier Bänden. Suhrkamp, Frankfurt am Main 1991

Band I: Die Gedichte. Die Maulwürfe. Hrsg. von Axel Vieregg. ISBN 3-518-40209-9.
Band II: Die Hörspiele 1. Hrsg. von Karl Karst. ISBN 3-518-40210-2.
Band III: Die Hörspiele 2. Hrsg. von Karl Karst. ISBN 3-518-40211-0.
Band IV: Vermischte Schriften. Hrsg. von Axel Vieregg. ISBN 3-518-40212-9.
- Die Schönsten Märchen aus 1001 Nacht. Hrsg. von Karl Karst. (mit Nachwort zur Textgenese). Insel Verlag, Frankfurt am Main 1996
- Sämtliche Gedichte. Hrsg. von Jörg Drews. Suhrkamp, Frankfurt am Main 2006, ISBN 978-3-518-41859-8.

### Briefe
- Ingeborg Bachmann, Günter Eich und Ilse Aichinger: „halten wir einander fest und halten wir alles fest!“. Briefe (Salzburger Bachmann Edition). Roland Berbig mit Irene Fußl (Hrsg.). Suhrkamp/Piper, Berlin 2021, ISBN 978-3-518-42617-3.
- Rainer Brambach und Günter Eich „Nichts und niemand kann dich ersetzten. Der Briefwechsel“ Briefe Roland Berbig (Hrsg.). Nimbus. Kunst und Bücher, Wädenswil am Zürichsee 2021, ISBN 978-3-03850-069-8.

### Hörspiele
- Leben und Sterben des großen Sängers Enrico Caruso (zusammen mit Martin Raschke) – Ursendung am 9. April 1931, Funk-Stunde Berlin. Nach Eichs eigener Angabe sein erstes Hörspiel.
- Ein Traum am Edsin-gol (1932) – Ursendung am 14. September 1950, SDR (Regie: Oskar Nitschke). Neuproduktionen: NDR 1962 (Regie: Joachim Hoene), ORF Oberösterreich 1972 (Regie: Ferry Bauer). ISBN 978-3-932929-34-2
- Die Glücksritter. Nach der gleichnamigen Novelle von Joseph von Eichendorff (vor Jan. 1933) – Ursendung am 25. Mai 1933, Deutschlandsender. Neuproduktionen: München 1935, Hamburg 1935
- Schritte zu Andreas. Ein funkischer Versuch (1935) – Ursendung am 5. Februar 1935, Reichssender Berlin
- Das kalte Herz. Märchenoper für den Funk nach Wilhelm Hauffs Wirtshaus im Spessart – Ursendung am 24. März 1935, Deutschlandsender. Neuproduktion: BR/RB/SFB/SDR/SR/WDR 1973
- Weizenkantate (1935) – Ursendung am 11. Mai 1936, Deutschlandsender
- Fährten in der Prärie. Ein Spiel aus der untergehenden Welt Old Shatterhands und Winnetous. (1936/1959) – Ursendung am 11. Juli 1936, Reichssender Berlin. Neuproduktion: NDR 1959
- Radium. Nach Motiven des Romans von Rudolf Brunngraber (1937/1951) – Ursendung am 22. September 1937, Reichssender Berlin. Neuproduktionen: NWDR-Hamburg 1951, HR 1952, ORF/NDR/SWF 1981
- Rebellion in der Goldstadt (1940) – Ursendung am 8. Mai 1940, Deutschlandsender, Reichs-Rundfunk-Gesellschaft
- Der 29. Februar. Kinderhörspiel für einen Schalttag. Ursendung vermutlich im Schaltjahr 1948. Neuproduktionen: SWF 1984, BR 1984 (ISBN 978-3-89835-512-4), RIAS Berlin 1985.
- Die Glücksschuhe. Nach Motiven eines Märchens von Hans Christian Andersen – Ursendung am 1. Januar 1949, BR. Neuproduktionen: BR 1974, SDR 1974, BR 1987 ISBN 978-3-89835-512-4
- Die gekaufte Prüfung (1950) – Ursendung am 20. Dezember 1950, NWDR. Neuproduktionen: ORF-Kärnten 1951, SWF 1952. Eichs erstes Originalhörspiel der Nachkriegszeit. Der Schluss sollte nach Eichs Vorstellung ohne Schlussszene, gänzlich ohne Lösung des Konflikts, geboten werden. Die NWDR-Dramaturgie wollte aber den Hörern zur Erleichterung ihrer Entscheidung drei Modelle einer Schlussszene vorspielen. Es kamen damals etwa 5000 Zuschriften der Zuhörer.
- Das Diamantenhalsband. Nach der Erzählung La Parure von Guy de Maupassant (1950) – Ursendung am 6. August 1950, SDR (Im Auftrag des SDR.)
- Geh nicht nach El Kuwehd oder Der zweifache Tod des Kaufmanns Mohallab (1950) – Ursendung am 21. Juli 1950, BR. Neuproduktionen: HR 1950, SWF 1954, SDR 1956, RIAS 1956, NDR 1957, BR 1959, SRG-Zürich 1961, ORF-Wien 1961, HR/NDR/WDR 1978
- Weizen. Nach dem Roman Die goldene Fracht von Frank Norris (1950) – Ursendung am 13. März 1951, HR (Im Auftrag des HR.)
- Träume (1950) – Ursendung am 19. April 1951, NWDR. Neuproduktionen: HR 1951, SWF 1955, ORF-Steiermark 1964, BR 1964, Rundfunk der DDR 1981, NDR 2006 (Ursendung am 31. Januar 2007). Die Sendung rief 1951 heftige Reaktionen bei Hörern und Presse hervor. 1954 entsteht der sechste Traum, er ersetzt den zweiten Traum der Urfassung. ISBN 978-3-86717-033-8
- Sabeth (Sabeth oder Die Gäste im schwarzen Rock) (1951) – Ursendung am 14. Juni 1951, SDR. Neuproduktionen: HR 1953, SWF 1954, NWDR 1954, SRG-Bern 1954, ORF/Reinhardt Seminar 1962, SDR 1983, DRS 1988
- Reparaturwerkstatt Muck (1951) – Ursendung am 19. Juni 1951, SWF/RB
- Fis mit Obertönen. Ein groteskes Spiel (1951) – Ursendung am 1. Juli 1951, SDR. Neuproduktion: ORF-Wien 1953
- Unterm Birnbaum. Nach Theodor Fontane (1951) – Ursendung am 3. September 1951, HR. Neuproduktionen: NDR 1956, BR/NDR 1962, ORF-Tirol 1967
- Verweile, Wanderer (1951) – Ursendung am 18. November 1951. Neuproduktionen: SWF 1954, ORF-Tirol 1965
- Die Andere und ich (1951/1958) – Ursendung am 3. Februar 1952, SDR (Regie: Cläre Schimmel), NWDR 6. Februar 1952 (Regie: Gustav Burmester). Neuproduktionen: RWR (Rot-Weiß-Rot) Studio Wien 1953, HR 1962, SRG-Zürich 1969, MDR 1993. Ausgezeichnet mit dem Hörspielpreis der Kriegsblinden für das beste Hörspiel des Jahres 1952.
- Blick auf Venedig (1952 / Neufassung des Hörspiels 1960) – Ursendung am 27. Mai 1952, SWF (gekürzte Fassung), NWDR 22. Juli 1952 (ursprüngliche Langfassung). Neuproduktionen: SDR 1955, ORF-Steiermark 1954, SRG-Bern 1956, NDR/BR 1960 (Erstsendung der Neufassung am 27. April 1960)
- Der Tiger Jussuf (1952 / Neufassung des Hörspiels 1959) – Ursendung am 15. August 1952, NWDR. Parallelproduktion: SDR 12. Oktober 1952. Neuproduktionen: HR 1953, ORF-Wien 1954, BR 1962 (Erstsendung der Neufassung am 20. März 1962), ORF 1967, SDR 1985. ISBN 978-3-932929-02-1
- Die Gäste des Herrn Birowski (1952) / Neufassung der Hörspiels unter dem Titel Meine sieben jungen Freunde (1960) – Ursendung am 28. Oktober 1952, NWDR. Ursendung der Neufassung am 9. November 1960 NDR/BR. Neuproduktion: ORF-Tirol 1961
- Die Mädchen aus Viterbo (1952 / Neufassung des Hörspiels 1958) – Ursendung am 10. März 1953, SWF/BR/RB. Neuproduktionen: NWDR 1953 (Regie: Fritz Schröder-Jahn), RWR (Rot-Weiß-Rot) Studio Salzburg 1954, HR/SDR 1959 (Erstsendung der Neufassung am 8. Juni 1959). Ausgezeichnet mit dem 1959 zum letzten Mal vergebenen Schleußner-Schiller-Preis des HR.
- Das Jahr Lazertis (1953/1958) – Ursendung am 25. Januar 1954, NWDR. Neuproduktionen: SWF 1954, ORF-Wien 1959, SRG-Zürich 1969, SWF 1971 (SWF-Produktion von 1954, hinterlegt mit Musik von Ennio Morricone)
- Beatrice und Juana (1954) – Ursendung am 4. Mai 1954, SWF/BR/RB. Neuproduktion: SRG-Zürich 1965. Fernsehfassung des SWF (ohne Mitwirkung von Eich) 3. Januar 1963. ISBN 978-3-932929-33-5
- Zinngeschrei (1955) – Ursendung am 25. Dezember 1955, NWDR (Regie: Gustav Burmester). Parallelproduktion: 4. Januar 1956, SDR/NDR (Regie: Otto Kurth). Neuproduktionen: SRG-Zürich 1970, WDR 1992. Fernsehbearbeitung durch Ludwig Cremer und Peter Göbbels, ZDF 23. Dezember 1974
- Der letzte Tag / Der letzte Tag von Lissabon. Entstanden in Zusammenarbeit mit Ilse Aichinger. (1955) – Ursendung am 31. Januar 1956, BR/SWF/RB (ungekürzte Urfassung). Neuproduktionen: SDR 1961 (gekürzte Fassung, ohne Eichs Einverständnis), NDR 1977 (ebenfalls gekürzte Fassung)
- Das lachende Mädchen. Nach Pu Sung-Lin (1956) – Ursendung am 15. Juli 1956, NDR (im Rahmen der 10-teiligen Sendereihe Phantastische Erzählungen). Neuproduktion: WDR/HR 1974
- Die Stunde des Huflattichs (1956 / Neufassung des Hörspiels 1959/60) (Regie: Fritz Schröder-Jahn) – Ursendung am 11. November 1958, BR/NDR. Neuproduktionen: NDR 1964, ORF-Tirol 1968, NDR 1980 (Ursendung der Urfassung von 1956 am 5. April 1980) Insgesamt acht Fassungen im Nachlass.
- Die Brandung vor Setúbal (1957) – Ursendung am 2. Mai 1957, NDR/BR/HR. Neuproduktionen: ORF-Tirol 1958, SRG-Zürich 1960
- Allah hat hundert Namen (1957 – Insel-Bücherei 667/1) – Ursendung am 18. Juni 1957, SWF/BR/RB. Neuproduktionen: ORF-Salzburg 1958, SRG-Zürich 1979
- Omar und Omar, auch unter dem Titel: Der Ring des Kalifen (1957) – Ursendung am 25. August 1957, NDR. Neuproduktionen: ORF-Steiermark 1959, SDR 1962
- Philidors Verteidigung (1958) – Ursendung: 12. Dezember 1973, WDR. Neuproduktionen: WDR 1977, SRG-Zürich 1977. Angenommen vom NDR, doch von Eich zurückgezogen und auch bei einer späteren Anfrage des SWF nicht mehr zur Produktion freigegeben.
- Festianus, Märtyrer (1958) – Ursendung am 16. Oktober 1958, NDR/BR
- Unter Wasser. Marionettenspiel (1959) – Ursendung am 9. März 1978, SWF (Das Stück war als Marionettenspiel konzipiert. Otto Düben stellte gemeinsam mit Ilse Aichinger eine Fassung für Kunstkopf-Stereophonie her.)
- Der konfuse Zauberer. Nach Johann Nestroys Der konfuse Zauberer oder Treue und Flatterhaftigkeit (1962) – Ursendung am 24. Juni 1962, BR/NDR
- Man bittet zu läuten (1964) – Ursendung am 15. November 1964, NDR/BR. Neuproduktion: NDR 1974
- Zeit und Kartoffeln (1972) – Ursendung am 5. Oktober 1972, SWF/HR/NDR. Neuproduktion: SWR 2006, Ursendung 2. Februar 2007
- Der Strom. Von Schicksal und Zeit – Hörfolge aus dem Nachlass, NDR 1973
- Gespräch der Schweine / John und Mildred und andere Szenen aus dem Nachlaß – Ursendung am 19. Dezember 1992, NDR
- Das Wolburg-Fragment (1945), mit einer Vorbemerkung von Axel Vieregg, in: Sinn und Form. Bd. 67 (2015), Heft 5, S. [581]–601

Günter Eich schrieb zahlreiche weitere Hörspiele, darunter einige Märchenbearbeitungen, Schulfunkhörspiele und Sendereihen wie:
- Die schönsten Geschichten aus 1001 Nacht, 10 Folgen, NWDR 1954.
- Phantastische Geschichten (10 Folgen) nach Texten von Rudyard Kipling „Die schönste Geschichte der Welt“, Nikolai Gogol „Die Nase“, Friedrich Gerstäcker „Germelshausen“, Pu Songling „Das lachende Mädchen“, Tania Blixen „Die Sintflut von Norderney“, Pierre Boulle „Die Nacht ohne Ende“, Juan Antonio de Zunzunegui „Don Lukas und das Unverkäufliche“, Wilhelm Hauff „Der junge Engländer“, Marcel Aymé „Die Siebenmeilenstiefel“, Wilhelm von Scholz „Antwerpener Sage“, NDR 1956.[11]

## Vertonungen
- Wolfgang Rihm: Drei Lieder auf Texte von Günter Eich. (1967)
- Gottfried von Einem: Aus Schatten der Rose. Liederzyklus op. 95 (UA 1991/92)

7. Ende eines Sommers („Wer möchte leben ohne den Trost der Bäume…“) – 8. Wie grau es auch regnet
- Beat Furrer: Aria. (1998/1999) für Sopran und 6 Instrumente (Text aus Geh nicht nach El Kuwehd[?])
- Ulrich Klan: Seid Sand, nicht das Öl im Getriebe der Welt. Für Chor und Orchester. Nach dem gleichnamigen Gedicht von G. Eich (1988)

## Ausstellungen
- Dauerausstellung zu Günter Eich und seinem Werk in „Schmid’s Laden“ in Geisenhausen[13]